# Rasteira em pé
 (décembre 2022).
Si vous disposez d'ouvrages ou d'articles de référence ou si vous connaissez des sites web de qualité traitant du thème abordé ici, merci de compléter l'article en donnant les références utiles à sa vérifiabilité et en les liant à la section « Notes et références ».

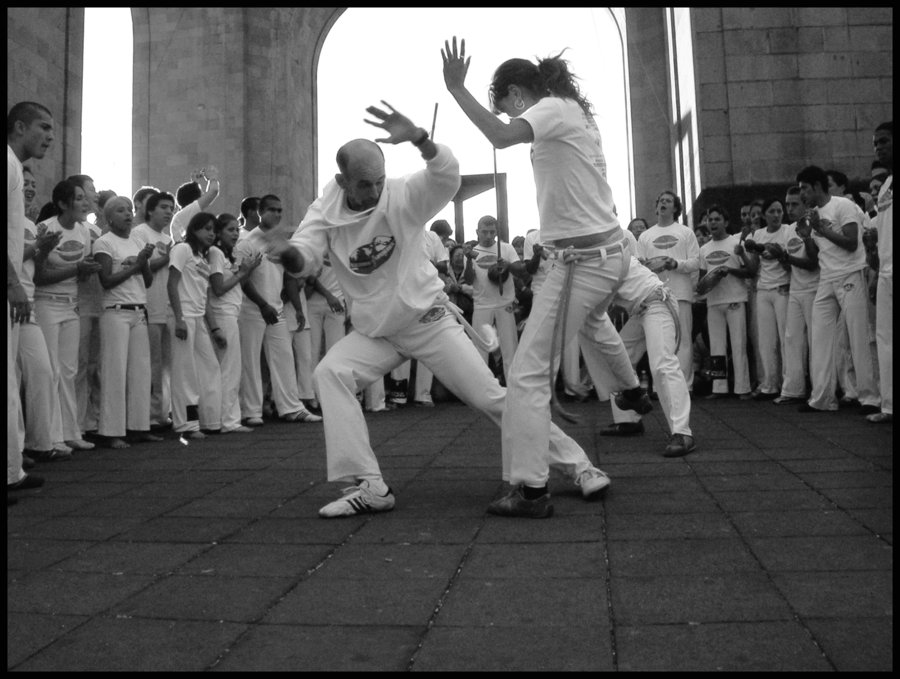
Mestre Camisa faisant une Rasteira em pé.

La Rasteira em pé (litt. "balayage debout", en portugais) est l'une des techniques de balayage les plus utilisées en capoeira. Le mouvement consiste à placer son pied derrière celui de son adversaire et de tirer pour le déséquilibrer.
La rasteira a toujours été l'une des techniques favorites des capoeiristes. Elle est un peu comme le but en football.
Autrefois, on utilisait plutôt des "bandas" pour faire tomber, qui sont plus difficiles à réussir si la personne visée est plus lourde, car elles puisent leur élan dans la seule force de la jambe. Mestre Camisa, qui n'a jamais été vraiment costaud, a amélioré beaucoup de mouvements en leur faisant puiser la force dans le corps entier, ce qui permet de se mesurer d'égal à égal à des personnes bien plus lourdes, avec des techniques comme la rasteira em pé.

## Technique
Quand l'adversaire donne un coup de pied, il faut placer le pied derrière sa jambe d'appui en tournant le dos à son attaque, tout en se décalant sur le côté sans quoi on peut prendre un coup derrière la tête.
La jambe qui va faire tomber doit être tendue, la jambe d'appui doit être pliée. Le pied qui va faire tomber doit être couché sur le sol, les orteils orientés vers soi, tandis que le pied de la jambe d'appui doit être orienté vers l'arrière.
Les mains doivent toutes les deux protéger le visage, au cas où l'attaque était une feinte pour frapper de l'autre côté.
Quand le pied est bien calé derrière celui de l'adversaire, il faut tirer vivement en donnant un coup de bassin vers la jambe d'appui.